# گنبد بیگم
 گنبد بیگم اثری تاریخی متعلق به دوره غزنویان است که در فاصله ۱۵ کیلومتری شهر غزنی در افغانستان قرار دارد.

## تاریخچه
جمشید رسولی، نویسنده، دربارهٔ تاریخچه گنبد بیگم، چنین عنوان می‌کند: سلطان محمود غزنوی در حال عبور از این منطقه، با دختر حاکم محلی آن‌جا در کنار چشمه آب روبرو می‌شود و از او طلب آب می‌کند؛ دختر با زیرکی، جامی از آب گل‌آلود را به شاه می‌دهد، شاه علت این کار دختر حاکم را جویا می‌شود و دختر پاسخ می‌دهد: اگر بار اول آب پاک می‌دادم؛ شاید بعد از نوشیدن، به علت خستگی مریض می‌شدید. شاه از زیرکی دختر حیران می‌ماند و به او زمینی اهدا می‌کند و امر ساختن گنبدی به نام «بیگم» را می‌دهد.
همچنین در روایت دیگری چنین ذکر شده‌است که شخصی بنام ماکو برادر بیگم از طرف رقبای خود در همین محل کشته شده‌است.
بیگم، پس از وفات پدر و کشته شدن برادرش، ریاست روستا را عهده‌دار می‌شود. وی گنبدی بالای قبر برادرش بنا می‌کند که به گنبد بیگم نام‌گذاری شده‌است.

## مکان
این عمارت در ۱۵ کیلومتری شهر غزنی در ولسوالی جغتو، در روستای خوش ابدال در دره جرمتو قرار دارد.

## ساختار
این گنبد ۲۲ متر قطر و ۱۰ متر ارتفاع دارد گنبد آن از خشت‌های پخته ساخته شده‌است؛ و با گذشت زمان یک ردیف از خشت‌های آن ساییده شده‌است. گنبد فقط یک دروازه دریچه مانند دارد؛ که در تمامی گنبدهای آن دوره وجود دارد. درون گنبد نشانه‌هایی از یک قبر قدیمی دیده می‌شود. ساختمان گنبد و مواد استفاده شده در آن بیانگر معماری دوره اسلامی غزنویان است. بر اساس اظهارات ساکنان محلی، لوحه سنگی و کتیبهای در آن وجود داشته‌است اما در زمان سلطنت ظاهر شاه ربوده شده‌است.
سایت خبری ایراف در گزارشی در تاریخ ۹ ژوئن ۲۰۲۵ نوشت: برخی ساکنان و فعالان فرهنگی در ولایت غزنی هشدار دادند که گنبد تاریخی بیگم در شهرستان جغتو به دلیل بی‌توجهی و آسیب‌های ناشی از بلایای طبیعی در معرض فروپاشی کامل قرار دارد.